# Preston (Idaho)
Preston è una città degli Stati Uniti d'America, situata nello Stato dell'Idaho, nella Contea di Franklin, della quale è anche il capoluogo.